# Théodore Perroud
Pour les articles homonymes, voir Perroud.
Théodore Perroud, né le 30 mars 1831 à Châtel-Saint-Denis et mort le 10 juillet 1876 à Fribourg, est une personnalité politique suisse.

## Biographie
Catholique, originaire de Châtel-Saint-Denis. Théodore-Jacques-Philippe est le fils de Jean-Léon Perroud, député, et de Julie Genoud. Il épouse Stéphanie-Cécile-Emma Landerset, fille de Jean-Pierre Landerset.
Le parcours d’étudiant de Perroud est peu connu. On sait qu’il a de solides connaissances en architecture. Il est intendant des bâtiments de l'État de 1861 à 1870. Au moment où le projet de l’Hospice de Marsens va se concrétiser, le conseiller d'État François-Xavier Bondallaz meurt et Perroud, qui n’a jamais fait de politique, devient l’homme de la situation.
Il est élu conseiller d'État le 17 février 1870, avec 36 suffrages sur 66 et prend la direction des Travaux publics (1870–1876). Il est également député au Grand Conseil fribourgeois de 1871 à 1876. Sa direction est très sollicitée par les premiers travaux de la route stratégique Bulle–Boltigen, les embranchements ferroviaires Fribourg–Payerne–Estavayer–Yverdon, Palézieux–Payerne–Morat–Lyss et le premier projet du Fribourg–Morat. L'œuvre maîtresse qui accapare l’attention de Perroud est la construction de l’Hospice des aliénés de
Marsens (1871–1876). Perroud y laisse sa santé et il est blessé par certaines critiques émises par la presse à l’égard de cet établissement hospitalier. Il meurt d’un accident cérébro-vasculaire le 10 juillet 1876 à Fribourg. 

## Source
- Georges Andrey, John Clerc, Jean-Pierre Dorand et Nicolas Gex, Le Conseil d'État fribourgeois : 1848-2011 : son histoire, son organisation, ses membres, Fribourg, Éditions La Sarine, 2012 (ISBN 978-2-88355-153-4)